# 古藏格雷
古藏格雷（法語：Gouzangrez，法語發音：[ɡuzɑ̃ɡʁe] ⓘ）是法国法兰西岛大区瓦兹河谷省的一个旧市镇，属于蓬图瓦兹区。2024年1月1日，古藏格雷并入市镇科姆尼。

## 地理
古藏格雷（49°6'45"N, 1°54'23"E）面积0.77 平方千米，位于法国法蘭西島大區瓦兹河谷省，该省份为法国北部内陆省份，北起瓦兹省，西接厄尔省，南至塞纳-圣但尼省、上塞纳省和伊夫林省，东临塞纳-马恩省。
与古藏格雷接壤的市镇（或旧市镇、城区）包括：科姆尼、阿韦尔讷、勒佩尔谢、泰梅里库尔。
古藏格雷的时区为UTC+01:00、UTC+02:00（夏令时）。

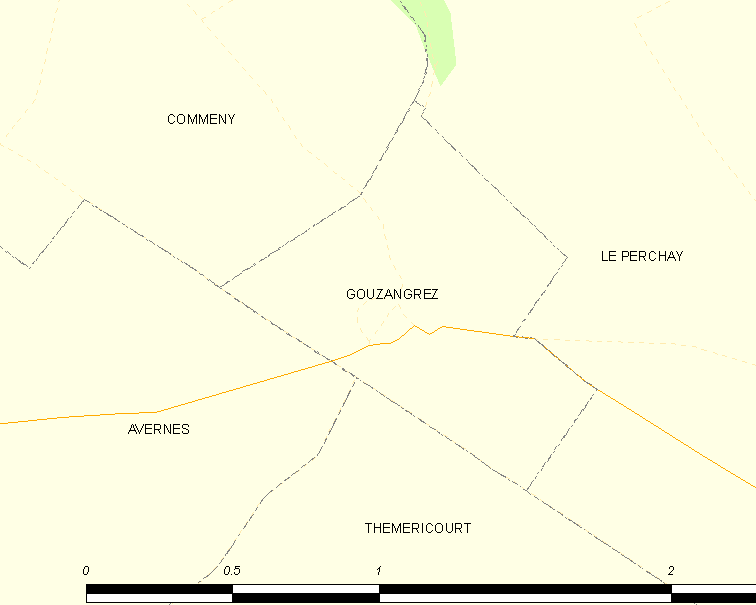
古藏格雷的OSM定位图

## 行政
古藏格雷的邮政编码为95450，INSEE市镇编码为95282。

## 政治
古藏格雷所属的省级选区为蓬图瓦兹县。

## 人口

1962-2008年间古藏格雷人口变化图示

古藏格雷于2021年1月1日时的人口数量为151人。